# Gabriele Kern
Gabriele Kern (* 28. September 1966) ist eine ehemalige deutsche Fußballspielerin.

## Karriere
Als die Frauenfußballmannschaft des FC Bayern München im 20. Jahr ihres Bestehens und mit dem 19. Meistertitel in der seinerzeit zweitklassigen Bayernliga die beste Mannschaft des Bayerischen Fußball-Verbandes stellte, ihre Aufstiegspremiere in die neu geschaffene, seinerzeit noch zweigleisige Bundesliga mit Aufnahme des Spielbetriebes mit der Saison 1990/91 hatte, gehörte Gabriele Kern dieser an. Im Alter von 24 Jahren bestritt sie ihr erstes von neun Saisonspielen in der höchsten Spielklasse. Ihr Debüt erfolgte am 3. März 1991 (10. Spieltag) beim 1:1-Unentschieden im Auswärtsspiel gegen den VfR 09 Saarbrücken. In der Folgesaison wurde sie in 14 Punktspielen eingesetzt.